# گمینا ویلیخووو
گمینا ویلیخووو (به لهستانی:  Gmina Wielichowo) یک گمینا در لهستان است که در شهرستان گروجیسک ویلکوپولسکی واقع شده‌است. گمینا ویلیخووو ۱۰۷٫۴۳ کیلومتر مربع مساحت و ۶٬۸۶۷ نفر جمعیت دارد.